# 隆德 (加利福尼亞州)
隆德（英語：Lund）是位於美國加利福尼亞州優洛縣的一個非建制地區。該地的面積和人口皆未知。

## 地理
隆德的座標為38°19′50″N 121°38′38″W / 38.33056°N 121.64389°W，而該地的平均海拔高度為5米（即16英尺）。